# Pędzliczek szerokolistny
Pędzliczek szerokolistny (Syntrichia latifolia (Bruch ex Hartm.) Hübener) – gatunek mchu należący do rodziny płoniwowatych (Pottiaceae Schimp.).

## Systematyka i nazewnictwo
Synonimy: Tortula latifolia Bruch ex Hartm.

## Ochrona
Od 2004 roku pędzliczek szerokolistny jest objęty w Polsce ochroną gatunkową, początkowo ścisłą, a od 2014 r. częściową.